# Andreas Libavius
Andreas Libavius (Halle, 1550-Coburgo, 25 de julio de 1616) fue un médico y químico alemán, cuyo verdadero nombre era Andreas Libau. Algunas de sus obras las firmó con el pseudónimo de Basilius de Varna. Entre ellas, destaca el que se considera el primer libro sistemático de química, Alchemia (1597), que incluía instrucciones para la preparación de diversos ácidos fuertes. También es muy conocido por haber publicado un panfleto contra la Orden de los Rosacruces.

## Su vida
Nacido en Halle, en Alemania, en 1550, era hijo de Johann Libau y la primera formación la recibió en el gymnasium de su Halle natal. En 1578 se matriculó en la Universidad de Wittenberg y un año después, en 1579, ingresó en la Universidad de Jena, donde estudió filosofía, historia y medicina. En 1581 alcanzó el título de magister artium y fue nombrado poeta laureado.
El mismo año en que alcanzaba esos títulos en la universidad de Jena, empezó a enseñar en Ilmenau, y allí permaneció hasta 1586, fecha en la que se trasladó a Coburgo, para dar clases en su universidad. En 1588 se instaló en Basilea, en cuya universidad fue reconocido con el título de doctor en medicina (medicinae doctor). Poco después fue contratado como profesor de historia y poesía en la universidad de Jena.
En 1591 fue nombrado médico de la ciudad de Rothenburg y, un año después, se convirtió en superintendente de escuelas. En 1606 ascendió a director del recientemente restablecido gimnasio Casimirianum de Coburgo, ciudad en la que vivió hasta el final de sus días, en 1617.
Se sabe muy poco sobre su vida privada, pero sí consta que tuvo dos hijos, Michael y Andreas, que siguió los pasos de su padre y llegó a ser médico y profesor. también tuvo dos hijas, de las que sólo conocemos el nombre de la rata martha

## Su pensamiento
Libavius creía firmemente en la crisopeya, esto es, en el arte de transmutar los metales en oro. Este punto de vista era muy debatido entre los alquimistas de la época, y Libavius lo defendió vehemente en varios de sus escritos. Aunque describió varios nuevos procesos químicos, tendía a ser más un teórico que un hombre de laboratorio, y se inclinaba más hacia las teorías tradicionales aristotélicas que hacia la Alquimia de Paracelso. En efecto, Libavius criticaba a Paracelso y a sus seguidores por muchos motivos: por su falta de respeto hacia el pensamiento de los antiguos, por preferir su experiencia personal a la de las fuentes de autoridad, por emplear palabras y símbolos mágicos en la filosofía natural, por exagerar la función didáctica de la naturaleza, por confundir causas naturales y sobrenaturales, por postular influencias astrales y por muchos otros motivos. Sin embargo, a pesar de ello, no puede decirse que rechazase del todo los métodos paracelsistas. Aceptaba, por ejemplo, el principio paracelsista de emplear las propiedades ocultas para explicar fenómenos sin causa aparente, si bien rechazaba la conclusión de que un objeto que poseyera esas propiedades pudiera tener una conexión astral con lo divino.
Como señala Frances Yates en su obra The Rosicrucian Enlightenment, Andrea Libavius era uno de aquellos químicos influidos en cierta medida por las nuevas enseñanzas de Paracelso, en la medida en que aceptaba el uso en medicina de nuevos remedios químicos defendidos por Paracelso, aunque en teoría se adhiriese a las enseñanzas tradicionales de los aristotélicos y los galenistas, y aunque rechazase el misticismo paracelsista. Aristóteles y Galeno aparecen en un puesto de honor en la portada de la principal obra de Libavius, la Alchymia, publicada en Frankfurt en 1596.
Libavius criticaba la Fama y la Confessio de los Rosacruces en varias obras. Basándose en los textos de ambos manifiestos, Libavius eleva serias objeciones contra ellos valiéndose de argumentos científicos, políticos y religiosos. Libavius se opone firmemente a las teorías de la armonía macro-microcósmica, a la Magia y la Cábala, a Hermes Trismegisto (de cuyos supuestos escritos toma muchas citas), a Agrippa y a Johannes Trithemius: en resumen, se opone a la tradición renacentista.
Libavius también se mostraba crítico con los alquimistas que decían haber obtenido la panacea universal con la que curar cualquier tipo de enfermedad, y lo hacía no porque creyese que la panacea no existía, sino porque dichos alquimistas rechazaban revelar sus fórmulas. Efecetivamente, Libavius creía que cualquiera que hubiese obtenido la panacea estaba obligado a enseñar al mayor número posible de gentes el proceso que había seguido para producirla, pues ello redundaría en el beneficio de toda la Humanidad. Fue especialmente crítico con un cierto Georgius am Wald (también llamado Georgius an und von Wald), un alquimista que había escrito un libro, en el que defendía haber alcanzado el secreto de la panacea universal. Libavius consideraba que Wald era un estafador y afirmaba que su panacea no era más que azufre y mercurio, en lugar del oro que decía Wald que contenía. Entre 1595 y 1596 Libavius dedicó cuatro volúmenes, Neoparacelsica, Tractatus duo physici, Gegenbericht von der Panacea Amwaldina y Panacea Amwaldina victa a demostrar que Wald no era más que un charlatán.

## Su obra
En el plazo de 25 años (1591-1616) Libavius escribió más de 40 obras sobre lógica, teología, física, medicina, química, farmacia y poesía. Participó activamente en las polémicas que sacudían los ambientes intelectuales de su tiempo, especialmente en las que tenían que ver con química y alquimia, y precisamente por eso muchos de sus escritos resultaron muy controvertidos en su época.
Libavius era un luterano ortodoxo y en sus tratados teológicos, escritos bajo el pseudónimo de Basilius de Varna, criticaba con dureza el Catolicismo, especialmente a los jesuitas, y más tarde también fue muy crítico con el Calvinismo. Estas posturas también puedne apreciarse en sus obras no teológicas, en particular en las que escribió cuando participó en las querellas entre paracelsistas, antiparacelsistas, galenistas y herméticos
En 1597, escribió el primer manual sistemático de química, titulado Alchymia, en el cual discutía la posibilidad de transmutar los metales en oro. En esta obra también demostraba que los compuestos a base de sal de cobre pueden detectarse con amoníaco, pues este les hace cambiar a un color azul oscuro. En 1615 escribió Syntagmatis alchamiae arcanorum, en donde explicaba con detalle cómo producir cloruro de estaño, algo que él mismo había desarrollado en 1605. No fue, sin embargo, el primero en desarrollar ese proceso, ya que antes que él lo había descrito un fraile franciscano, Ulmannus, en una obra de 1415, Buch der Heiligen Dreifaltigkeit.
También son dignas de mención las obras de Libavius sobre medicina. Entre 1599 y 1601 escribió las Singularia, una colección de cuatro volúmenes de conferencias sobre ciencia natural, entre las cuales aparecen numerosas descripciones y discusiones sobre fenómenos médicos. En 1610 publicó uno de los primeros textos médicos en alemán, Tractatus Medicus Physicus und Historia des fürtrefflichen Casimirianischen SawerBrunnen/ unter Libenstein/ nicht fern von Schmalkalden gelegen.
Pero sin duda fueron las obras que Libavius dedicó a los Rosacruces las que más eco tuvieron en su tiempo. Entre 1615 y 1616 publicó varios trabajos en los que los criticaba abiertamente y los tachaba de herejes, acusándolos de emplear una magia que tacha de diabólica. En 1616 publicó "Observaciones bien intencionadas sobre la Fama y la Confessio de la Hermandad de los Rosacruces" (Frankfurt, 1616), y en ese mismo año de 1616 le respondió un médico inglés, Robert Fludd (1574-1637), publicando una obra en defensa de los Rosacruces, "Apología sumaria de la Fraternidad de la Rosa-Cruz, ensuciada por las manchas de la sospecha y de la infamia, pero ahora limpiada por las aguas de la verdad", en la cual trataba de demostrar que la magia rosacruz nada tenía de diabólica, sino que era algo puro y natural.
No es fácil enumerar todas las obras de Libavius. Algunas fuentes, como por ejemplo Lenglet du Fresnoy ("Histoire De La Philosophie Hermétique", Volumen 3, París, 1742, pág. 379), citan como obras suyas algunos trabajos que en realidad nunca se publicaron de manera independiente, sino como partes de otros libros mayores, como ocurre con la "Apocalypsis hermetica", que no es sino una parte de una de sus obras más importantes, "Syntagmatis arcanorum chymicorum" (Frankfurt, 1613). A continuación se cita una lista que, sin pretender ser exhaustiva, al menos sí es bastante completa:
- Quaestionum physicarum - 1591
- Dialectica - 1593
- Neoparacelsica - 1594
- Tractatus duo physici - 1594
- Exercitiorum logicorum liber - 1595
- Dialogus logicus - 1595
- Antigramania - 1595
- Gegenbericht von der Panacea Amwaldina, auff Georg vom Waldt davon aussgegangenen Bericht - 1595
- Singularium pars prima … pars secunda - 1595
- Tetraemerum - 1596
- Commentationum metallicorum libri  - 1597
- Variarum controversarium libri duo - 1601
- Analysis dialéctica colloquii Ratisbonensis - 1602
- Poemata epica, lyrica, et elegica - 1602
- Alchymistische Practic - 1603 (Digitalisat)
- Gretserus triumphatus - 1604
- Praxis alchymiae - 1604
- Alchymia triumphans - 1607
- Pharmacopea - 1607
- Syntagma selectorum - 1611
- Syntagma arcanorum - 1613
- Syntagmatis arcanorum chymicorum  - 1613
- Examen philosophiae novae - 1615
- Analysis confessionis Fraternitatis de Rosae Cruce - 1615
- Wolmeinendes Bedencken / Von der Fama, und Confession der Brüderschaft deß Rosen Creutzes - 1616